# Darja Isaksson
Isa Darja Kristina Isaksson, född 18 februari 1976 i Falun, är en svensk ämbetsman. 
Darja Isaksson är grundare och tidigare VD för byråerna inUse och Ziggy Creative Colony. Hon sitter i styrelsen för Interactive Institute och var medlem i Nationella innovationsrådet 2015-2018. Isaksson utsågs till Sveriges mäktigaste opinionsbildare av Veckans Affärer 2016. 
Darja Isaksson utsågs av regeringen i maj 2018 till generaldirektör för Vinnova – verket för innovationssystem. Hon är sedan 2019 ledamot av regeringens digitaliseringsråd.
Hon har studerat medieteknik vid Umeå universitet.

## Utmärkelser
- 2016 Årets opinionsbildare, Veckans Affärer
- 2016 Andra plats i Årets Digitala Superprofil, Offentliga Affärer
- 2016 Superkommunikatör 2016, Resume
- 2017 En av Näringslivets mäktigaste kvinnor 2017: Samhällsförändrarna, Veckans affärer
- 2018 En av Näringslivets mäktigaste kvinnor 2018: Techprofilerna, Veckans affärer
- 2018 En av världens 100 mest inflytelserika personer inom Digital Government, nyhetssajten Apolitical[7]